# Pontian
Pontian is een district in de Maleisische deelstaat Johor.
Het district telt 156.000 inwoners op een oppervlakte van 920 km².